# (32327) 2000 QA63
2000 QA63 (asteroide 32327) é um asteroide da cintura principal. Possui uma excentricidade de 0.13948800 e uma inclinação de 8.76996º.
Este asteroide foi descoberto no dia 28 de agosto de 2000 por LINEAR em Socorro.